# Ким Геварт
Ким Геварт (на нидерландски: Kim Gevaert) е лекоатлетка състезаваща се в спринта.

## Биография
Тя е родена на 5 август 1978 в Льовен, Белгия.

## Успехи в състезания
| Година | Турнир                                      | Място                                | Дисциплина | Резултат | Рекорд                                                                     |
| ------ | ------------------------------------------- | ------------------------------------ | ---------- | -------- | -------------------------------------------------------------------------- |
| 2002   | Европейска купа по атлетика (на закрито)    | Виена, Австрия                       | 60 м       | 1-ва     | -                                                                          |
| 2002   | Европейски шампионат по атлетика            | Мюнхен, Германия                     | 100 м      | 2-ра     |                                                                            |
| 2002   | Европейски шампионат по атлетика            | Мюнхен, Германия                     | 200 м      | 2-ра     |                                                                            |
| 2003   | IAAF – Световни финали по атлетика          | Монте Карло, Монако                  | 200 м      | 5-а      |                                                                            |
| 2004   | IAAF Световна купа по атлетика (на закрито) | Будапеща, Унгария                    | 60 м       | 2-ра     | национален рекорд 7,12 сек.                                                |
| 2005   | Европейска купа по атлетика (на закрито)    | Мадрид, Испания                      | 60 м       | 1-ва     |                                                                            |
| 2006   | IAAF Световна купа по атлетика (на закрито) | Москва, Русия                        | 60 м       | 3-та     | национален рекорд 7,11 сек.                                                |
| 2006   | Европейска купа по атлетика                 | Гьотеборг, Швеция                    | 100 м      | 1-ва     | Първа белгийка, спечелила златен медал в дисциплината                      |
| 2006   | Европейска купа по атлетика                 | Гьотеборг, Швеция                    | 200 м      | 1-ва     |                                                                            |
| 2007   | Европейска купа по атлетика (на закрито)    | Бирмингам, Англия                    | 60 м       | 1-ва     | национален рекорд 7,10 сек. (полуфинал)                                    |
| 2007   | Световен шампионат по атлетика              | Осака, Япония                        | 100 м      | 5-а      | Първа европейка – 11,05                                                    |
| 2007   | Световен шампионат по атлетика              | Осака, Япония                        | 4 x 100 м  | 3-та     | национален рекорд 42,75 сек                                                |
| 2008   | Летни олимпийски игри                       | Олимпийски стадион в Бейджинг, Пекин | 4 x 100 м  | 1-ва     | национален рекорд 42,54 сек.                                               |
| 2008   | Мемориал ван Дам                            | Брюксел, Белгия                      | 100 м      | 1-ва     | 11,25 сек. – последно участие за белгийката преди официално да се оттегли. |

## Лични постижения
- 60 м: 7,10 сек. (Рекорд на Белгия)
- 100 м: 11,04 сек. (Вятър: 2.0/Място: Брюксел/Дата:09 07 2006) (Рекорд на Белгия)
- 200 м: 22,20 сек. (Брюксел/09 07 2006) (Рекорд на Белгия)
- 400 м: 51,45 сек. (-/Гент/08 05 2005) (Рекорд на Белгия)